# Autrui
Pour les articles homonymes, voir Autre.
Pour le film du même nom, voir Autrui (film).
Autrui désigne un autre que moi, les autres, l'ensemble des hommes. Ainsi, Baudelaire a dit : « l'autre est à la fois proche et lointain » . La question d'autrui pose alors le problème de sa connaissance. À ce sujet, plusieurs conceptions de l'autre existent selon que le regard est philosophique, culturel ou religieux.

## Étymologie
Ancien cas régime de autre, formé à partir du datif du mot latin alter, *alterui, altération de alteri d’après cui.
Peut être rapproché de l'expression alter ego (« autre moi »).

## Conception philosophique
Divers philosophes sont d'accord sur le fait que l'étude de l'autre passe par la connaissance de soi. Ainsi pour Sartre, la découverte d'autrui est contemporaine de la découverte de soi. Dans tous les cas, on a besoin de l'autre pour se construire, pour exister. En effet rencontrer l'autre comme tel, nous dit Emmanuel Levinas c'est entrer en relation avec lui dans sa proximité. Mildred Szymkowiak décrit l'altruisme comme un dépouillement du sujet au profit d'autrui.

### Connaissance d'autrui
Selon Aristote, l'être humain a besoin d'autrui pour se connaître lui-même : « La connaissance de soi est un plaisir qui n'est pas possible sans la présence de quelqu'un d'autre qui soit notre ami ; l'homme qui se suffit à soi-même aurait donc besoin d'amitié pour apprendre à se connaître soi-même. »
Chaque sujet a un sens intuitif de lui-même. C'est ce qu'illustre le cogito de Descartes. Le cogito cartésien est une expérience personnelle aboutissant à la prise de conscience de soi. 
Dans la Phénoménologie de l'esprit (1807) Hegel explique que l'affirmation de la conscience de soi n'est possible qu'à travers la reconnaissance d'autrui.
Pour Husserl et Sartre, la connaissance d'autrui relève d'une attitude irréfléchie, intuitive. En effet, d'après la thèse phénoménologique, la conscience de soi présuppose la connaissance d'autrui. Je ne pourrais être conscient de mon existence sans être en même temps conscient de l'existence d'autrui.
On peut connaître autrui par le dialogue, le langage permet le contact avec l'autre avec plus de perspectives selon Merleau-Ponty. Chaque protagoniste exprime sa pensée et se rend disponible pour écouter l'autre. Ce qui peut déboucher sur une compréhension mutuelle.
Pour Paul Ricœur en son ouvrage Soi-même comme un autre, « l'Autre n'est pas seulement la contrepartie du Même, mais appartient à la constitution intime de son sens »

### Métaphysique de l'Autre
Depuis l'origine[Quand ?], la métaphysique ne s'est préoccupée de l'Autre qu'en tant que Tout-Autre (Dieu)[réf. nécessaire]. De ce fait autrui notre semblable s'est vu condamné à n'être qu'une variante du même, connaissable selon les lois ordinaires de la raison[pas clair]. Une certaine pensée moderne représentée notamment par Kierkegaard et Emmanuel Levinas brise ce consensus. L'Autre n'est plus connaissable qu'au travers d'une nouvelle analogie[Laquelle ?].

## Conception religieuse

### Hindouisme
Selon Jean Herbert, « il est difficile à un hindou de comprendre que l'on veuille imposer à autrui sa propre conception de Dieu. » Mais cette tolérance envers la conception religieuse d'autrui n'est pas toujours respectée et il existe des conflits inter-religieux en Inde.
L'anthropologue Francis Zimmermann a donné en 2008 et 2009 un séminaire d'études sur autrui dans les philosophies indiennes. Selon lui, « l'approche de la compassion dans le cadre des performance studies (en) contemporaines est l’une des voies les plus originales que nous puissions emprunter dans notre enquête sur autrui dans le monde des vivants. Car nos rapports avec autrui, tels qu’ils sont élaborés dans les traditions savantes de la littérature et des arts vivants dans l’Inde, sont fortement et consciemment théâtralisés. »

### Bouddhisme
Certaines écoles du bouddhisme mahāyāna et vajrayana considèrent que pour atteindre l'état de bouddha, il faut chérir autrui plus que soi-même, c'est-à-dire œuvrer pour le bien d'autrui et ne pas rechercher un bonheur pour soi.

### Christianisme
Le christianisme fonde la reconnaissance de l’existence de l'autre sur l'amitié et l'amour, c'est-à-dire les sentiments: "Voici mon commandement, aimez-vous les uns les autres comme je vous aime. Le plus grand amour que quelqu'un puisse montrer, c'est de donner sa vie pour ses amis." Dieu est donc donné comme modèle d'amour car comme l'écrit Saint Augustin "C'est dans l'amour de Dieu que se fondent les amitiés parfaites". De plus, les sentiments comme la compassion montrent combien nous sommes capables de partager la peine de l'autre c'est-à-dire de faire de l'autre son "prochain".

## Conceptions anthropologiques et sociologiques
L’ethnocentrisme est un concept ethnologique ou anthropologique qui a été introduit par Claude Lévi-Strauss. D’après ce même auteur, l’ethnocentrisme consiste à refuser toutes les manifestations culturelles et les comportements qui sont différents des nôtres. L’anthropologue précise que cette opposition est enracinée au fond de nous. Cette situation est censée apparaître chaque fois que nous sommes placés dans des situations dérangeantes, de perte de repères. Chaque société a une approche différente suivant les siècles et les mentalités, par exemple lors de l'Antiquité grecque où la population considérait les étrangers comme des "barbares" ( " tout ce qui n'est pas grec est barbare " ). Quelques siècles plus tard, ce sont les Européens qui considéraient les étrangers comme des "sauvages" ( " tout ce qui n'est pas européen est sauvage " ). Comme le souligne Lévi-Strauss, il faut rappeler que les termes "barbare" et "sauvage" ont un sens péjoratif. Donc, l'ethnocentrisme refuse tout ce qui est différent, ainsi que l'autre.
Le vocabulaire des sciences humaines différencie entre autrui significatif  (ceux qui nous sont proches affectivement, en particulier dans l'enfance puis le couple, et contribuent à la construction de notre identité) et autrui généralisé. Selon Georges Herbert Mead, l’autrui généralisé désigne l’image typique ou moyenne de l’alter ego qui, acquise sur la base de l’expérience sociale concrète, est "intériorisée par le sujet en tant que pôle de référence constante de son action et de son rapport à soi". Axel Honneth s'appuie notamment sur ce concept pour développer sa Théorie de la reconnaissance.